# Klaus Martin Becker

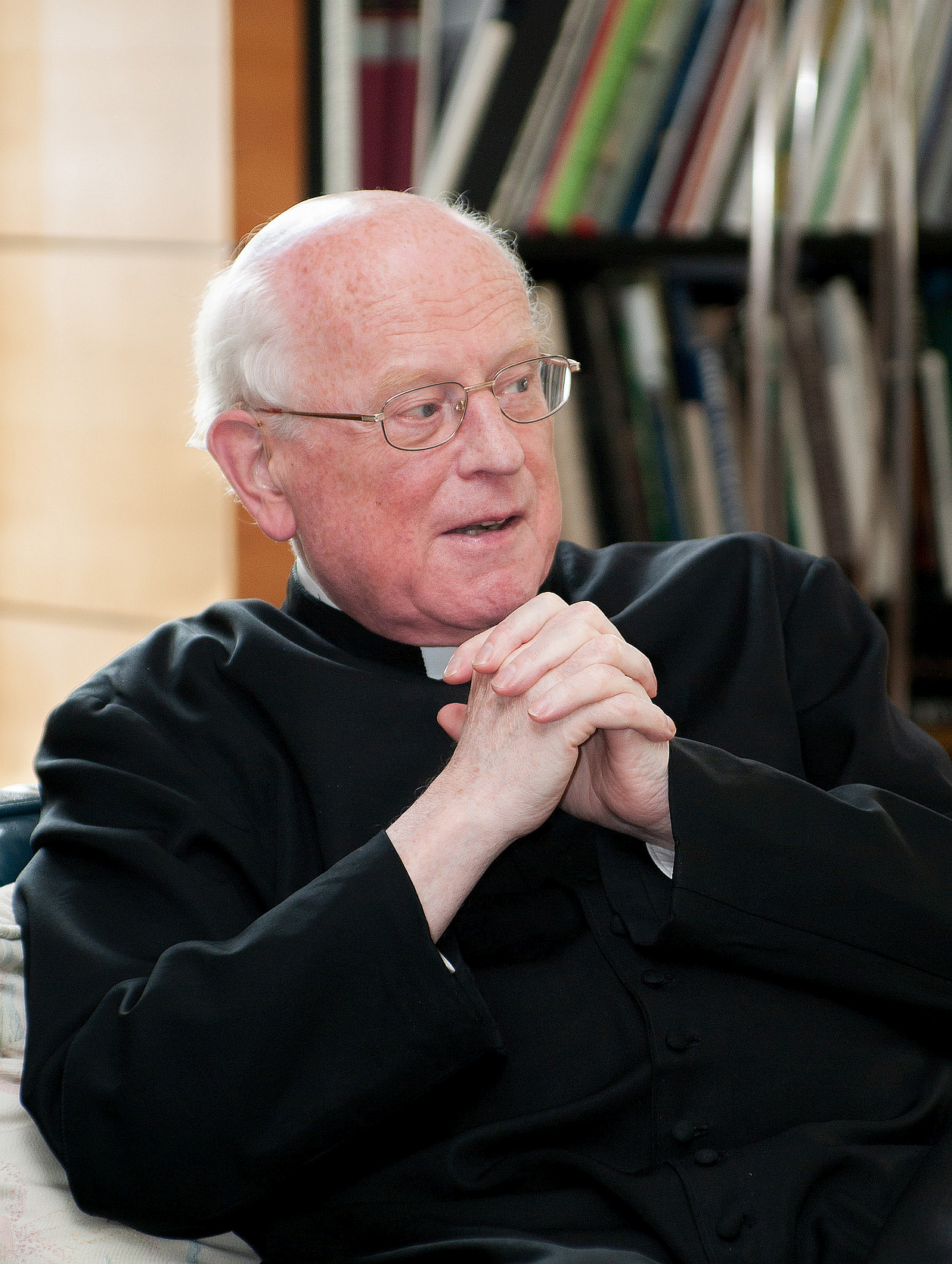
Klaus Martin Becker, 2009

Klaus Martin Maria Becker (* 23. Mai 1933 in Bonn) ist ein deutscher römisch-katholischer Priester in der Prälatur Opus Dei, Seelsorger und Theologe.

## Leben
Klaus Becker wurde als Sohn der Eheleute Heinz Becker (1897–1957), Kaufmann und Betriebsleiter der Firma Gammersbach in Roisdorf, und Alfonse geb. Poschen (1899–1954), die Lehrerin war, geboren. Die Kindheit von Klaus Becker war vor allem geprägt von der tiefen Religiosität der Mutter und den Schrecken der Nazizeit und des Krieges. Das Pogrom gegen die Juden betraf unmittelbare Nachbarschaft des elterlichen Hauses durch Brandschatzung und Plünderung. Mit sieben Jahren empfing er die Erstkommunion und wurde gefirmt. Von da ab war er auch Messdiener. Im Alter von zehn Jahren wurde er zwangsweise Mitglied der Hitlerjugend. Ab 1942 verbrachte er nahezu jede Nacht im Luftschutzkeller und machte die Erfahrung mehrerer schwerer Bombenangriffe. Nach der Zerstörung des elterlichen Hauses in Bonn zog er mit seiner Mutter nach Eitorf zu Verwandten. Nachdem auch das Haus durch Artillerie-Beschuss zerstört war, verbrachten sie die letzten Monate des Krieges tagsüber in einer stillgelegten bombensicheren Silbermine und nachts im Luftschutzkeller. Sein Vater kam 1948 aus britischer Gefangenschaft zurück.
Nach der Volksschule ging Becker zunächst auf das humanistische Beethovengymnasium in Bonn. Infolge durch die Kriegswirren und Krankheit bedingter Unterbrechungen wechselte er zum Collegium Josephinum Bonn und später nach Herzogenrath, wo er das Abitur ablegte.
Becker studierte Kunstgeschichte, Philosophie und Theologie in Bonn, Rom, Barcelona und Pamplona. 1961 wurde er an der Lateran-Universität bei Prälat Professor DDr. Giorgio Giannini mit der Arbeit „Das Schöne und dessen Grund nach der Lehre des Thomas von Aquin namentlich in dessen Kommentar zu des Dionysius Areopagita De Divinis Nominibus“ zum Doktor der Philosophie promoviert. Ferner erwarb Becker das Lizenziat in Literaturwissenschaft und Philosophie seitens der Universität von Barcelona. Von 1961 bis 1963 war er als Assistenzprofessor für Philosophie in Pamplona mit Schwerpunkt Logik und Metaphysik tätig.
Bereits 1955 hatte er die Vereinigung Opus Dei kennengelernt und sich ihr im Jahr 1956 als erstes Numerarier-Mitglied der neu entstandenen deutschen Region angeschlossen. Während des Theologiestudiums in Rom hatte Becker engen Kontakt zum Gründer, dem heiligen Josefmaria Escrivá, und seinem Nachfolger, dem seligen Álvaro del Portillo. Das hat ihn entscheidend geprägt. 1963 ließ er sich auf Vorschlag von Escrivá durch den Bischof von Córdoba Manuel Fernández-Conde in Madrid zum Priester weihen.

## Priesterliche Tätigkeit
Nach der Priesterweihe wirkte er als Seelsorger in Barcelona, Bonn, Köln, Essen, Münster, Osnabrück und Hamburg. Er hielt zahlreiche Einkehrtage und Kurse von Besinnungstagen (Exerzitien) für Männer, Frauen, Studenten und Priester. Es gab eine beträchtliche Reihe von Rekonziliationen mit der Kirche und Konversionen. Über vierzig Jahre hielt er regelmäßig die vom Trienter Konzil vorgeschriebenen Rekollektionen für den Klerus in verschiedenen Dekanaten. Von 1975 bis 1979 war er Spiritual am Priesterseminar von Essen. In den 1970er Jahren war er Mitarbeiter der Katholischen Arbeitsgemeinschaft Rhein-Ruhr der nordrhein-westfälischen Bischöfe und des Bischofs von Berlin, dadurch Berater bei der Würzburger Synode 1972–75. In den 1980er Jahren war er Mitglied der Ökumenekommission des Erzbistums Köln und seit 1982 Mitarbeiter im Erzbischöflichen Offizialat zunächst als Defensor vinculi, dann als Richter bis zum 31. Dezember 2020. In mehreren diözesanen Teilprozessen zu Selig- und Heiligsprechungsverfahren wirkte er als Promotor Iustitiae.
Von 1969 bis 2019 leitete er den Internationalen Priesterkreis und war Vorsitzender der Priesterausbildungshilfe e.V., ferner Mitglied eines Trägervereins für Schulen (Fördergemeinschaft für Schulen in freier Trägerschaft e.V.), des Mariologischen Arbeitskreises Kevelaer sowie des Lourdesvereins in Köln. 1987 verlieh ihm Papst Johannes Paul II. den Ehrentitel Kaplan Seiner Heiligkeit, 2010 wurde er von Papst Benedikt XVI. zum Päpstlichen Ehrenprälaten ernannt.

## Publizistische Aktivität
In seinen Publikationen greift Becker theologische Fragen mit einem Bogen über das Trienter Konzil bis zum Zweiten Vaticanum auf, etwa über das Hohepriestertum Christi und die Bedeutung des Kults. So fragt er nach Mahl- und Opfercharakter sowie der Zentralität der Messfeier, der Eucharistie. Er verweist darauf, dass der heutige Sprachgebrauch keine Klärung für das Opfer, für die Notwendigkeit der Buße im Kontext der Evangelisierung liefert.
Ferner betont er eine Spiritualität des normalen Christen in der Welt, die Heiligung der Arbeit, die Eigenständigkeit der Laien. Er befasst sich ausführlich mit dem Priestertum und der Freiwilligkeit des Zölibats und seinem Sinn für die „Vaterschaft“ des Priesters.
Weitere Publikationen befassen sich mit den Grundlagen der Moral, der kirchlichen Sexualmoral, dem Person- und Ehe-Verständnis als Rahmen für eine Gott wohlgefällige Geschlechtlichkeit. Auch greift er verschiedene marianische Themen auf.

## Veröffentlichungen (Auswahl)
- Zur Aporie der geschichtlichen Wahrheit. EUNSA, Pamplona 1964; ISBN 978-8431301071
- Zu wem sollen wir gehen? : Eine Besinnung auf den Glauben an die Eucharistie. Verlag Wort u. Werk, Sankt Augustin 1979
- Erfülltes Menschsein – der wahre Kult. In: Quaestiones non disputatae Band XIII; Verlag Franz Schmitt, Siegburg 2007; (auch erschienen in: Theologisches 2000, Nr. 7/8 und Nr. 9)
- Herr, lehre uns beten – Betrachtungen zum Vaterunser. Fe-Medienverlag, Kisslegg 2022; ISBN 978-3863573713
- Hab Vertrauen! - Er ruft dich. Fe-Medienverlag, Kisslegg 2024; ISBN 978-3863574222

### Beiträge in Sammelwerken
- Das Zeichen des Allmächtigen (Hrsg. German Rovira), Verlag Johann Wilhelm Naumann, Würzburg 1981. (Rezension von Franz Courth in der MTZ Nr. 33 (1982), Nr. 2)
- Episcopale munus (Hrsg. Leo Elders, Philippe Delhaye). Assen 1984
- Religion – mit oder ohne Kirche? (Hrsg. Klaus M. Becker und Jürgen Eberle). Serie: Sinn und Sendung. EOS-Verlag, St. Ottilien 1992
- Die Re-Inkulturation des Christentums und ihr Bezug zu Maria; In: Das marianische Erbe Europas (Hrsg. German Rovira), Ludgerus Verlag Hubert Wingen, Essen 1993
- Kirche & Sex: Mein Körper gehört mir (Hrsg. Michael Müller). MM Verlag, Aachen 1994
- Werte entfalten – Gesellschaft gestalten : Festschrift für Manfred Spieker zum 70. Geburtstag (Hrsg. Matthias Pulte, Mareike Klekamp). Schöningh-Verlag, Paderborn 2013
- Taufberufung und Weltverantwortung : 50 Jahre Zweites Vatikanisches Konzil (Hrsg. Peter Hofmann, Klaus M. Becker, Jürgen Eberle). Schöningh-Verlag, Paderborn 2013
- Voz: «Contrición»; In: Diccionario de San Josemaría Escrivá de Balaguer (Hrsg. José Luis Illanes). Editorial Monte Carmelo, Burgos 2013; ISBN 978-8483535585

### Herausgeberschaft
- Werke eines anonymen Kartäusers:

Das Leben in Gott – Einführung ins geistliche Leben, Adamas-Verlag, Köln 2005
Im Banne des Dreieinigen Gottes, Adamas-Verlag, Köln 2006
- Reihe Sinn und Sendung, Sankt Augustin 1977 ff. und Sankt Ottilien ab 1987 ff., zusammen mit Jürgen Eberle.

Aus den Menschen genommen : Berufung und geistliches Leben des Priesters. (mit German Rovira). Verlag Wort u. Werk, Sankt Augustin 1978
Person - Ehe - Geschlechtlichkeit : anthropologische Grundlagen der Ehemoral. EOS-Verlag, St. Ottilien 1990
Ihr werdet meine Zeugen sein ... : Weitergabe des Glaubens und persönliches Apostolat. EOS-Verlag, St. Ottilien 1993
Der neue Katechismus der Katholischen Kirche : Zugänge. EOS-Verlag, St. Ottilien 1993
Die Welt - eine Leidenschaft : Charme und Charisma des Seligen Josemaría Escrivá. EOS-Verlag, St. Ottilien 1993
Der Zölibat des Priesters. EOS-Verlag. St. Ottilien 1995; (Ausschnitt: Vom Wert der personalen Entscheidung)
Lebendige Tradition : zur Vermittlung des apostolischen Glaubens heute. EOS-Verlag, St. Ottilien 1997

### Aufsätze in Zeitschriften
- Ja zur Kirche, Lebendige Seelsorge 1973
- Zur Anthropologie der Sexualität. Persona y Derecho: Revista de fundamentación de las Instituciones Jurídicas y de Derechos Humanos Nr. 1, 1974, S. 317–342; ISSN 0211-4526 pdf
- Die “Laienpredigt” und ihr Verbot im neuen Codes Iuris Canonici. Theologisches 1984, Nr. 167, S. 5691 pdf, Nr. 168, S. 5767 pdf und Nr. 169, S. 5799 pdf.
- Die unwiderrufliche Bindung von Mann und Frau in der Ehe nach ihrer Natur (Ein Stück Re-Inkulturation christlicher Ethik). Ius ecclesiae. Rivista internationale di diritto canonico 1991 (3), S. 501–528 pdf
- Entsorgung der Osterbotschaft: Bemerkungen zu einem literarischen Genus der Verkündigung des Glaubens. Theologisches 36 (5/6), 2006, S. 167–180 pdf
- Kérygma und Martyría - ein Spannungsverhältnis. Theologisches 36 (9/10), 2006, S. 315–326 pdf
- Von der Anbetung zur Erkenntnis Christi: eine Betrachtung. Theologisches 37 (11/12), 2007, S. 423–426 pdf
- Zölibat und Jungfräulichkeit. Theologisches 38 (1/2), 2008, S. 39–40 pdf
- Vom Wert der personalen Entscheidung zum Zölibat des Priesters. Theologisches 50 (1/2), 2020